# Urząd konsularny

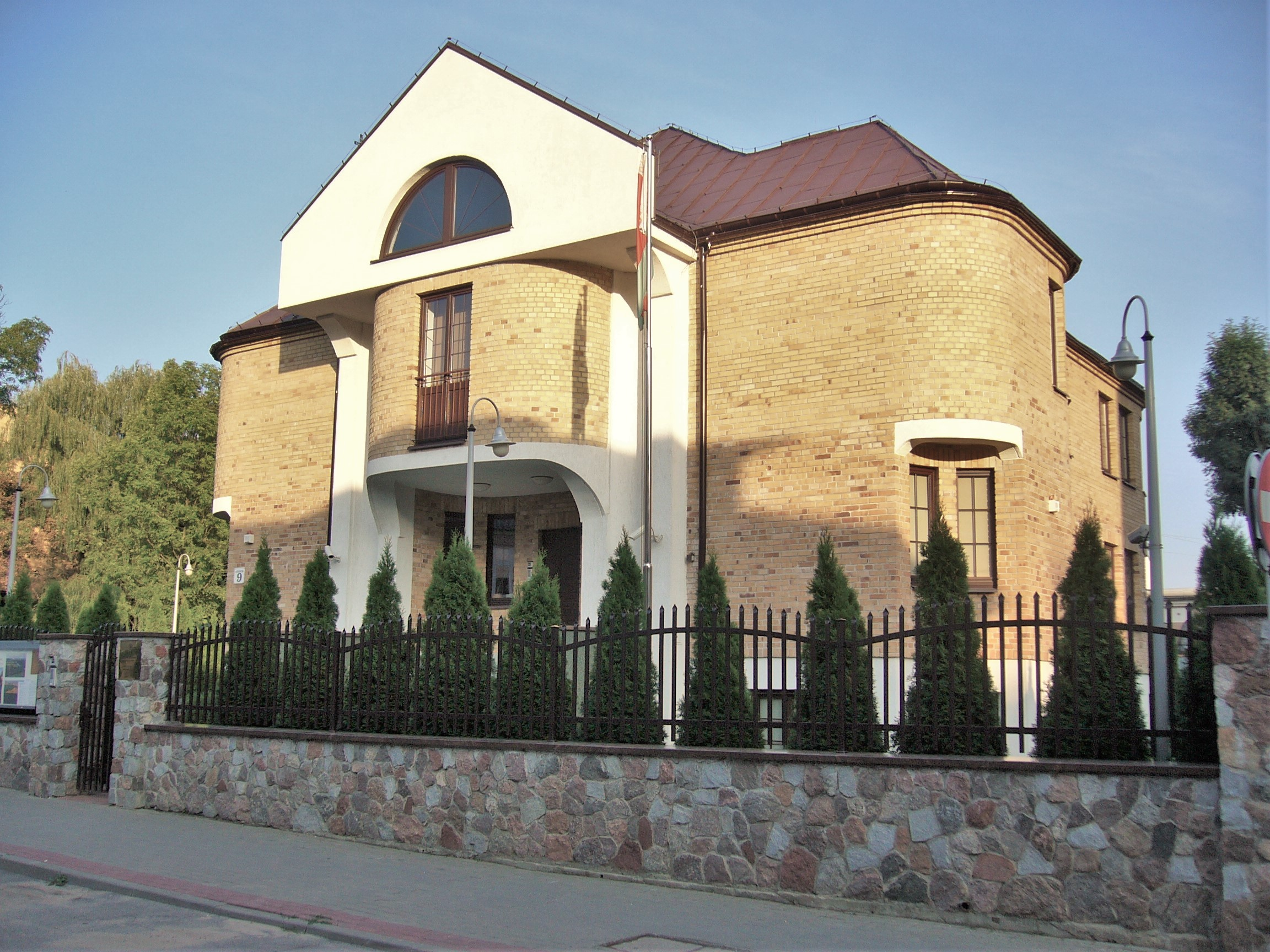
Budynek Konsulatu Generalnego Republiki Białorusi w Białymstoku

Urząd konsularny – urząd państwa wysyłającego w państwie przyjmującym, funkcjonujący na podstawie Konwencji wiedeńskiej o stosunkach konsularnych z 24 kwietnia 1963 r. Na czele urzędu stoi kierownik urzędu konsularnego, a sam urząd działa na obszarze uzgodnionym z państwem przyjmującym (tzw. okręg konsularny).
W zależności od klasy kierownika wyróżnia się urzędy:
- konsulat generalny
- konsulat
- wicekonsulat
- agencja konsularna.

Podstawą pełnienia funkcji przez kierownika urzędu konsularnego są listy komisyjne określające jego rangę, siedzibę i okręg konsularny, które państwo przyjmuje w drodze exequatur.
Konsulat może być podzielony administracyjnie, wewnętrznie na Wydziały / Sekcje np. Wydział Ekonomiczny, Wydział Ochrony, Sekcja Wizowa, Sekcja gospodarcza.